# Geschiedenis van Zuid-Korea
De geschiedenis van Zuid-Korea begint officieel met de vestiging van de staat op 15 augustus 1948.

## Onder Amerikaans bestuur

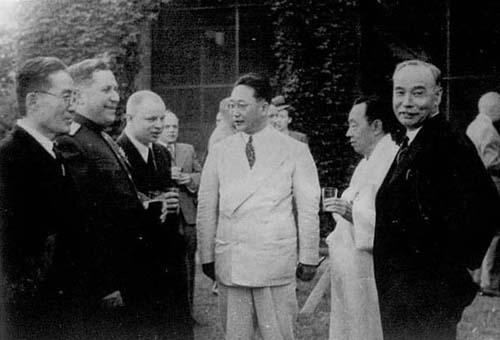
Yeo Woon-Hyung (helemaal rechts) samen met de commissie die bestond uit Amerikanen en Sovjets.

Vanaf 1910 tot het einde van de Tweede Wereldoorlog werd Korea bezet door de Japanners. In 1945, na afloop van de oorlog, werd Korea door de Verenigde Naties in twee stukken gedeeld. De grens liep langs de 38e breedtegraad noord. Het noordelijk deel viel onder het voorlopige bestuur van de Sovjet-Unie, terwijl het zuidelijk deel onder Amerikaanse zeggenschap kwam te staan. Deze grens moest dienen als voorlopige grens totdat de Verenigde Staten, het Verenigd Koninkrijk, de Sovjet-Unie en China een betrouwbare regering hadden geïnstalleerd. Deze plannen werden in februari 1945 door de verschillende mogendheden op de Jaltaconferentie besproken.
Na de overgave van Japan landden op 8 september 1945 Amerikaanse troepen op Incheon en stelden een voorlopig militair bestuur in onder leiding van luitenant-generaal John R. Hodge. Een jaar later trad er een tijdelijke regering aan onder leiding van Kim Kyu-shik en Syngman Rhee. Er werd besloten het gezag van de Voorlopige Regering van de Republiek Korea af te wijzen. Deze regering zetelde in China en werd beschouwd als een verlengstuk van de communisten aldaar.
Het land zelf werd in deze tijd opgeschrikt door politieke en economische chaos als gevolg van de Japanse bezetting. Het Amerikaanse militaire apparaat was niet voldoende voorbereid. Tegelijkertijd kwamen er grote vluchtelingenstromen vanuit het noorden naar het zuiden die bijdroegen aan een verder destabiliserende situatie.
In december 1945 vond er een conferentie plaats in Moskou tussen de Sovjet-Unie en de Verenigde Staten. Er werd een commissie gevormd die later ook bijeen kwam in Seoul, maar deze commissie kwam niet tot een besluit. In september 1947 besloten de Verenigde Staten het probleem voor te leggen aan de Algemene Vergadering van de Verenigde Naties. Die nam daarop een resolutie aan waarin stond dat er verkiezingen moesten worden gehouden onder het toezicht van de VN. Noord-Korea wees deze beslissing af en daarom werden er alleen in Zuid-Korea verkiezingen gehouden.
Na de verkiezingen werd een grondwet aangenomen. Daarin stond onder andere dat er indirecte verkiezingen zouden worden gehouden om telkens voor een periode van 4 jaar een president te kiezen. Syngman Rhee werd in juli 1948 gekozen als de eerste president. Hij riep op 15 augustus 1948 de Republiek Korea (Zuid-Korea) uit.

## Eerste Republiek

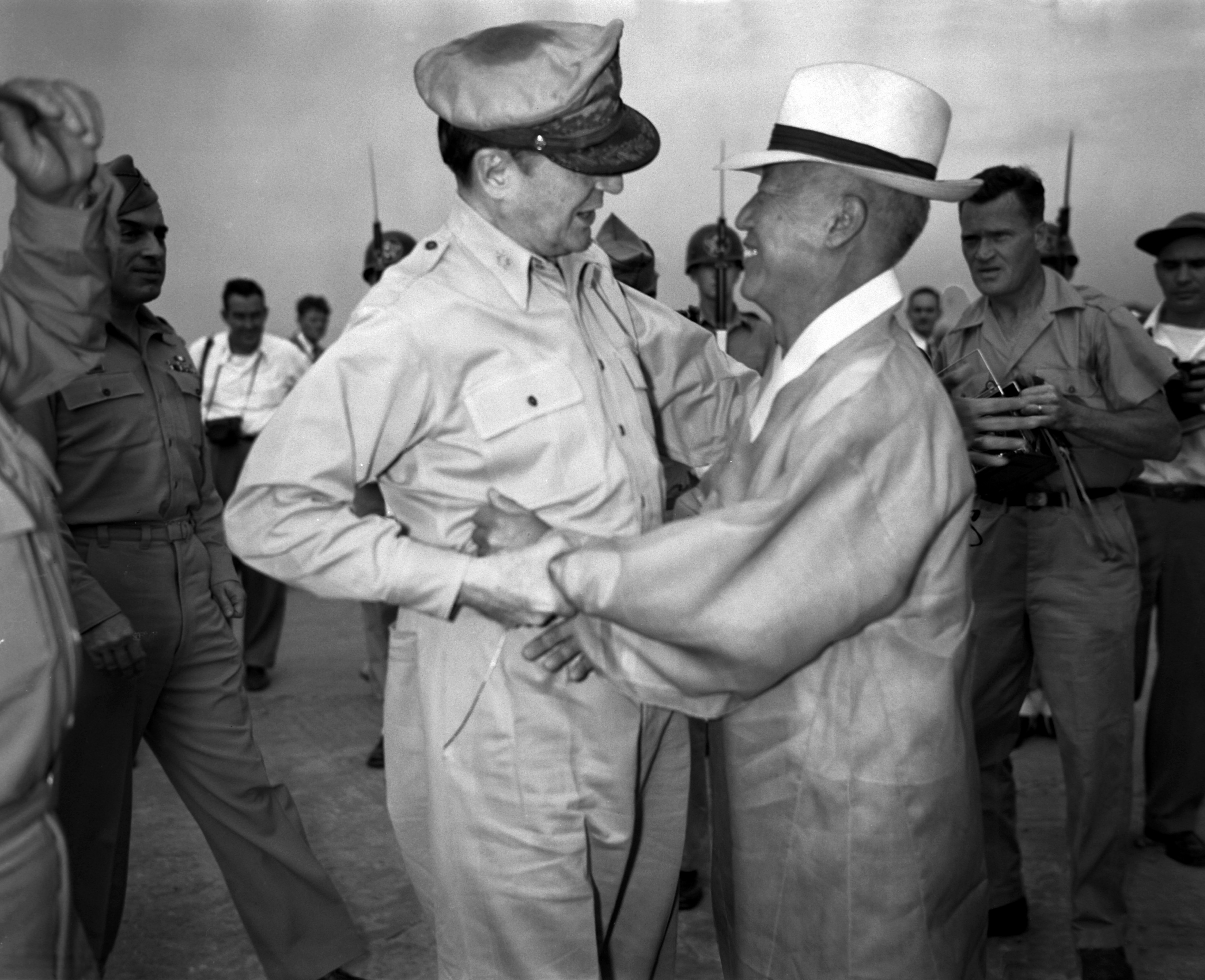
Syngman Rhee, de eerste president van Zuid-Korea samen met de Amerikaanse generaal Douglas MacArthur.

In reactie op de onafhankelijkheid van Zuid-Korea werd op 9 september 1948 de Democratische Volksrepubliek van Korea (Noord-Korea) uitgeroepen met aan het hoofd Kim Il-sung. De Verenigde Naties erkenden in resolutie 195 echter alleen Zuid-Korea als de wettelijke voortzetting van Korea.
Noord-Korea kende een communistisch karakter. Er werd veel privébezit geconfisqueerd door de staat. Ook veel faciliteiten en fabrieken die voorheen aan pro-Japanse groepen hadden toebehoord werden staatseigendom. In Zuid-Korea werd in juni 1949 ook een grote hervormingswet doorgevoerd. De grotere landeigenaren moesten veel van hun land afstaan.
Zuid-Korea onderhield nauwe banden met de Verenigde Staten uit vrees voor Noord-Korea en Japan, hoewel de betrekkingen met dit laatste land langzaam beter werden. Intussen stroomde Amerikaanse hulp binnen. Qua omvang was deze bijna gelijk aan het bruto binnenlands product. De nieuwe regering nam ook veel gebruiken van de Amerikaanse militaire regering over, waaronder de onderdrukking van links-extreme groepen. In 1948 werden militaire opstanden in Jeju, Suncheon en Yeosu neergeslagen.
Het belangrijkste doel van de regering van Rhee was vooral een vereniging van het noorden met het zuiden, zo nodig zou dit kunnen met militaire steun van de Verenigde Staten. De steun was beperkt onder de bevolking. Dit bleek bij de parlementsverkiezingen in mei 1950 toen de meeste zetels naar onafhankelijke kandidaten gingen.
Het Noord-Koreaanse leger viel op 25 juli 1950 Zuid-Korea binnen. Dit was het begin van de Koreaanse Oorlog. Onder leiding van de Verenigde Staten en onder de vlag van de Verenigde Naties werd er een coalitie gevormd die bestond uit 16 staten, waaronder Nederland. De Noord-Koreanen kregen vanaf 1951 steun van China, dat onverwacht meer dan een miljoen mannen stuurde onder het mom van vrijwilligheid. Rond juli 1951 lagen de fronten ongeveer weer langs dezelfde lijn als op het moment dat de oorlog uitbrak. Omstreeks die tijd begonnen de onderhandelingen. Deze kwamen pas op 27 juli 1953 tot een goed einde. Er werd besloten een demilitaire zone te vormen. Officieel zijn Noord-Korea en Zuid-Korea tot vandaag de dag in oorlog met elkaar. De Zuid-Koreaanse regering keerde op 15 augustus 1953 terug vanuit Busan naar Seoul.
Zuid-Korea maakte hierna roerige jaren door onder het autocratische bewind van Rhee. Hij had er veel voor over om aan de macht te blijven en voerde grondwetswijzigingen door waardoor de president voortaan direct gekozen zou worden en hij uitgezonderd werd van de regel dat een president maximaal 8 jaar in functie mocht blijven. Om dit te bereiken moest hij wel de staat van beleg uitroepen en verschillende demonstranten en parlementsleden van de oppositie arresteren. De leider van de oppositie werd geëxecuteerd op de beschuldiging dat hij een Noord-Koreaanse spion was.
In 1958 werd een Nationale Veiligheidswet aangenomen waardoor de regering haar controle vergrootte over de verschillende regeringsniveaus. Deze maatregelen leidde tot veel woede onder de bevolking, maar Rhee won toch in maart 1960 nog de presidentsverkiezingen. Op verkiezingsnacht gingen er in de stad Masan tal van studenten en burgers de straat op. De demonstraties werden in eerste instantie neergeslagen door de lokale politie, maar toen het dode lichaam van een student drijvend in de haven werd aangetroffen sloegen de rellen over naar de rest van het land.
Op 19 april werden er op verschillende universiteiten en scholen in Seoul demonstraties gehouden. Het protest sloeg over naar de straat. Deze gebeurtenis kwam bekend te staan als de Aprilrevolutie. De overheid riep de noodtoestand uit en het leger vuurde op de menigte. Na een escalatie van de protesten trad de regering van Rhee op 26 april af.
Na de protesten werd er een tijdelijke regering gevormd onder leiding van Heo Jeong, tot dan toe minister van Buitenlandse Zaken. Er werden nieuwe verkiezingen uitgeschreven voor 29 juli 1960. Deze werden gewonnen door de Democratische Partij, tot dan toe de grootste oppositiepartij. Er werd een nieuwe grondwet opgesteld, waarvan de president slechts in naam het hoofd zou zijn. De werkelijke macht kwam te liggen bij het parlement. Het parlement koos Yun Bo-seon als president en Chang Myon als premier.

## Tweede Republiek
In de Tweede Republiek was er sprake van een opleving bij (linkse) groepen en individuen die onder de Eerste Republiek werden onderdrukt. Er kwamen veel nieuwe vakbonden van de grond en er werden veel demonstraties gehouden. Onder publieke druk van het linkse kamp werden veel militairen en politiefunctionarissen onder verdenking gesteld vanwege betrokkenheid bij antidemocratische activiteiten en corruptie. Meer dan 40.000, waaronder 2.200 regeringsfunctionarissen en 4.000 politiemannen, werden verdacht.
Op economische gebied had Zuid-Korea het zwaar. De hwan, de nationale munt, verloor de helft van haar waarde tussen het najaar van 1960 en het voorjaar van 1961. Door de regering werd er een vijfjarenplan opgesteld voor de ontwikkeling van de economie, maar zij kwam er niet meer aan toe dat uit te voeren, omdat ze werd afgezet door middel van een militaire coup. Deze coup werd geleid door majoor-generaal Park Chung-hee, die op 16 mei 1961 de macht greep. Park was een van de militaire leiders die ontevreden was met de depolitisering van het militaire apparaat. Hij vond de maatregelen niet ver genoeg gaan en was bang dat het land zou vervallen in een communistische staat. Daarom besloot Park zelf het recht in eigen hand te nemen.
Het parlement werd ontbonden en militaire officieren werden vervangen door volksfunctionarissen. Met het doel om de oppositie in de gaten te houden werd de Koreaanse Centrale Inlichtingendienst in juni 1961 opgericht met Kim Jong-pil, een familielid van Park, aan het hoofd. In december 1962 hield de junta een referendum voor het – opnieuw – instellen van een presidentieel stelsel. 78 procent van de kiezers stemde daar mee in. Park had aanvankelijk beloofd zich niet verkiesbaar te stellen, maar deed dat uiteindelijk wel. Hij was de presidentskandidaat voor de nieuw gevormde Democratische Republikeinse Partij (DRP) en won in 1963 uiteindelijk de verkiezingen met een kleine meerderheid.

## Derde Republiek

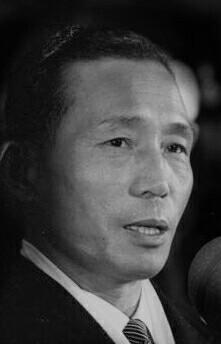
Park Chung-hee in 1964.

De Derde Republiek werd begonnen met de aankondiging van een economisch vijfjarenplan, waarin de economie van Zuid-Korea zou worden omgevormd tot een die op de export was gericht. De nadruk kwam nu te liggen op zelfredzaamheid, economische ontwikkeling, modernisering en industrialisatie. Er werd veel geld aangetrokken uit Japan en de Verenigde Staten. Verschillende bedrijven werkten met de overheid samen en konden tegen een lage rente geld lenen en kregen belastingvoordelen. De economie van Zuid-Korea begon nu in snel tempo te groeien; tussen 1961 en 1979 zou het gemiddelde inkomen per hoofd van de bevolking ruimschoots vertienvoudigen, van 130 naar 1500 dollar.
De relatie met Japan werd genormaliseerd in het Koreaans-Japanse verdrag dat in juni 1965 werd gesloten. Japan beloofde goedkope leningen en compensatie voor de oorlogsschade, maar bood in het verdrag niet zijn excuses aan. Dit leidde tot veel protesten door het hele land.
De banden met de Verenigde Staten bleven nauw. Het land kreeg nog steeds veel hulp. De Verenigde Staten sloten in 1965 een Status of forces-akkoord, waardoor Amerika een grote legermacht in Zuid-Korea mocht stationeren. De Koreanen raakten ook betrokken bij de Vietnamoorlog en stuurde in totaal 300.000 soldaten naar Vietnam die zij aan zij vochten met de Amerikanen en de Zuid-Vietnamese troepen.
Een nieuwe snelweg, de Gyeongbu-autoweg verbond Seoul met het zuidoostelijke deel van het land, waaronder de havens van Incheon en Busan. Ondanks de snelle economische groei verbeterde de levensstandaard van veel arbeiders en boeren maar weinig. Dit kwam doordat de lonen laag werden gehouden om de export aantrekkelijk te houden. Dit leidde tot veel protest op het platteland. In 1971 werd er een plan in het leven geroepen om de landbouw te moderniseren en de kloof tussen het stads- en plattelandsleven te verkleinen.
Volgens de grondwet mocht een president maximaal twee termijnen in functie blijven. In 1969 werd door het parlement een amendement op de grondwet aangenomen waardoor Park zich toch verkiesbaar kon stellen voor zijn derde termijn. Dit leidde tot grote protesten, maar Park werd in 1971 toch gekozen tot president. Bij de parlementsverkiezingen behaalden de oppositiepartijen echter een meerderheid, waardoor zij de grondwet konden wijzigen. Park voelde zich bedreigd en riep op 6 december 1971 de noodtoestand uit.
Op internationaal niveau waren de spanningen tussen de Verenigde Staten en de Sovjet-Unie intussen afgenomen, met name door de Nixon-doctrine. Hierdoor kwam Park voor een dilemma te staan, omdat die zijn regime vooral gebaseerd op het feit dat het bescherming zou bieden tegen de communisten. In juli 1972 kondigde de regering aan dat er gesprekken zouden volgen met Noord-Korea over hereniging. Deze gesprekken liepen op niets uit en op 17 oktober 1972 werd de staat van beleg afgeroepen.

## Vierde Republiek
Op 21 november 1972 werd de Yusingrondwet aangenomen. Deze grondwet gaf Park de macht over het parlement en de mogelijkheid tot een permanent presidentschap. De termijn van de president werd vastgesteld op 6 jaar en hij kon onbeperkt worden herkozen. Het juridische systeem onder controle van de overheid, evenals de inhoud van het lesprogramma op scholen. Ondanks de politieke en sociale onrust bloeide de economie. De eerste twee vijfjarenplannen voor de ontwikkeling van de economie waren succesvol geweest, bij het derde en vierde vijfjarenplan lag de nadruk op de opbouw van een zware en chemische industrie. Veel van het geld dat het land binnen stroomde werd weer gebruikt om schulden af te betalen.
Studenten en activisten hielden in deze jaren regelmatig protestmarsen voor de afschaffing van de Yusingrondwet. De regering van Park riep in 1974 en 1975 de noodtoestand uit en honderden dissidenten werden gevangengezet. De protestbeweging groeide wel en politici, intellectuelen, religieuze leiders, arbeiders en boeren sloten zich aan. In 1978 werd Park nogmaals indirect gekozen tot president. Park liet de oppositieleider Kim Young-sam gevangen zetten. In december 1979 kwam er een einde aan het regime doordat Park om het leven werd gebracht door Kim Jae-kiy, de directeur van het KCIA.

## Vijfde Republiek

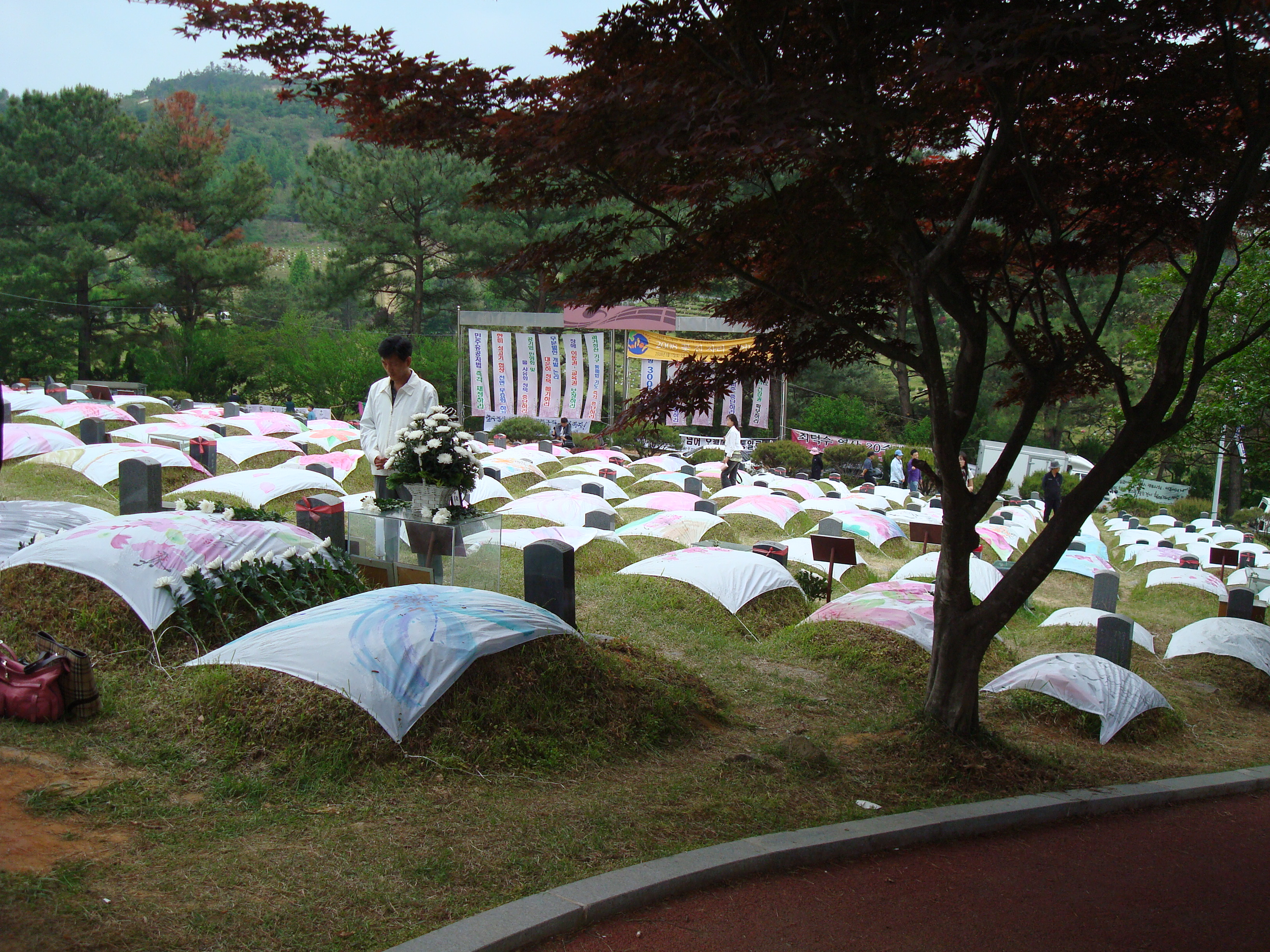
Begraafplaats waar de slachtoffers van het Gwangju-bloedbad begraven liggen.

Na de dood van Park nam premier Choe Gyuha het presidentschap waar, maar de echte macht lag bij de militairen die 6 dagen later een militaire coup pleegden. De coupplegers stonden onder leiding van majoor-generaal Chun Doo-hwan. Door de toenemende druk van Chun en andere politici benoemde Choe Gyuha in april 1980 Chun als hoofd van de Koreaanse geheime dienst, wat hem een machtspositie opleverde. In mei greep Chun de militaire macht. Er kwamen studentenprotesten in Seoel en Gwangju die volledig uit de hand liepen. In Gwangju resulteerde dit in een massamoord - het Bloedbad van Gwangju - waarbij in vijf dagen tijd meer dan 200 burgers om het leven werden gebracht door militairen van Chun. In juni ontbond hij ook het parlement. In september 1980 werd Choe Gyuha alsnog gedwongen af te treden als president. Chun werd door middel van indirecte verkiezingen gekozen tot president. Veel militairen kregen een hoge rang in de nieuwe regering.
Door een stabiel monetair beleid en een lage rente bleef de economie groeien. Er was vooral groei in de auto-, halfgeleider- en elektronica-industrie. Tegelijkertijd groeide de kloof tussen arm en rijk en tussen de stads- en plattelandsregio’s. De banden met Japan werden verder aangehaald door een bezoek van de Japanse premier Yasuhiro Nakasone aan Zuid-Korea, en andersom een bezoek van Chun aan Japan. Ook de Amerikaanse president Ronald Reagan bezocht het land.
De banden met Noord-Korea kwamen verder onder spanning te staan toen dat land er van beschuldigd werd achter een bomaanslag in Myanmar te zitten waarbij 17 hooggeplaatste Zuid-Koreaanse functionarissen het leven verloren. Later in de jaren tachtig stelde Noord-Korea een plan voor vereniging voor met als titel Eén land, twee systemen. In Zuid-Korea werd begonnen met gesprekken over een nieuwe grondwet. De eerste voorzichtige stappen richting vereniging werden gezet bij de hereniging van familieleden die door het conflict van elkaar gescheiden waren. In september 1985 werd Seoul bezocht en later dan jaar Pyongyang.
De overheid zette ook in op de ontwikkeling van een culturele sector. Het Nationale Museum van Korea, het Seoul Arts Center en het National Museum of Contemporary Art werden allemaal in deze periode gebouwd. In 1986 organiseerde Zuid-Korea de Aziatische Spelen en in 1988 werden als klapstuk de Olympische Zomerspelen in Seoul gehouden.
In deze periode was er weinig steun voor de regering onder de bevolking. Het Gwangju-bloedbad lag nog vers in het geheugen. De dood van een protesterende student van de Nationale Universiteit in Seoul in januari 1987 tijdens een politie-ondervraging leidde weer tot massale onrust.
Een aankondiging van president Chun in april 1987, dat alles in het werk zou worden gesteld om de huidige grondwet te beschermen, in plaats van hervormingen van de democratie, leidde tot massale protesten. Roh Tae-woo, de beoogde opvolger van Chun, gaf op 29 juni 1987 toe aan de eisen van de demonstranten, en schreef nieuwe, directe presidentsverkiezingen uit en het herstel van burgerrechten. Er werd wederom een nieuwe grondwet opgesteld dat in een nationaal referendum werd aangenomen. De presidentsverkiezingen die in december 1987 werden gehouden luidde het einde in van de Vijfde Republiek en het begin van de Zesde Republiek.

## Zesde Republiek

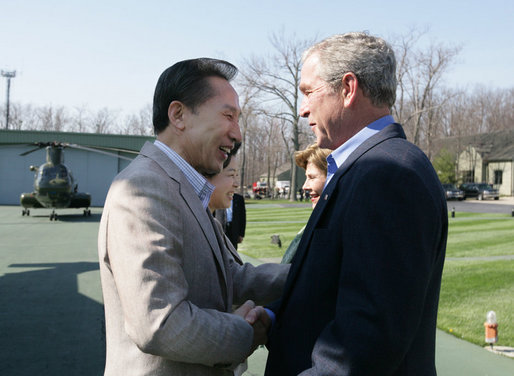
De Amerikaanse president George W. Bush samen met zijn vrouw Laura en de Zuid-Koreaanse president Lee Myung Bak

### 1988-2003
Roh Tae-woo werd gekozen als de nieuwe president van Zuid-Korea en in februari 1988 beëdigd. Het speelde de oppositiepartijen vooral parten dat zij het niet eens konden worden over een gemeenschappelijke kandidaat. Onder zijn presidentschap werden veel wetten van het vorige regime ingetrokken en onder andere de pers en universiteiten kregen veel meer vrijheid. Tegelijkertijd begon de groei van de economie sterk af te nemen, mede door stijgende lonen en de sterke positie van de vakbonden die veel eisen hadden. Daardoor verslechterde de internationale concurrentiepositie van Zuid-Korea.
Rohs’ regering presenteerde ook haar plan dat moest leiden tot een vereniging met Noord-Korea. Het nieuwe beleid zou Nordpolitik heetten. Het bestond er mede uit dat de diplomatieke banden met de Sovjet-Unie, China en verschillende Oost-Europese landen zouden worden aangehaald. In 1990 vonden er verschillende culturele en sportieve uitwisselingen plaats tussen beide Koreas. In 1991 werden zij gemeenschappelijk lid van de Verenigde Naties.
Roh werd in 1992 opgevolgd door Kim Young-sam. Hij was de eerste burgerpresident sinds 30 jaar. Zijn regering wilde een grote schoonmaak houden van het verleden. De presidenten Chun en Roh werden beide aangeklaagd voor omkoping, illegale financiering en, in het geval van Chun, betrokkenheid bij het Gwangju-bloedbad. Roh kreeg een gevangenisstraf van 22,5 jaar opgelegd en Chun werd zelfs ter dood veroordeeld. In 1997 werden zij beiden vervroegd vrijgelaten door de nieuwe president Kim Dae-jung in het kader van diens verzoeningspolitiek. Ironisch detail is dat Dae-Jung 20 jaar eerder door Chun ter dood was veroordeeld.
De relatie met Noord-Korea verbeterde, maar de plannen voor een zomertop moesten in 1994 door de dood van Kim Il Sung worden opgeschort.
Zuid-Korea werd in deze periode ook getroffen door verschillende rampen, zoals het instorten van de Seongsubrug bij Seoul en de instorting van de Sampoong Department Store. Bij deze laatste ramp verloren 501 mensen het leven. In 1997 was er de Aziatische financiële crisis en Zuid-Korea moest een beroep doen op het Internationaal Monetair Fonds voor hulpgelden. Al deze onrust zorgde ervoor dat de oppositieleider Kim Dae-jung in 1997 de presidentsverkiezingen kon winnen.
De regering van Jung slaagde er wonderwel in de financiële crisis relatief snel te beëindigen. Dit deed ze door op een agressieve manier buitenlandse investeerders aan te trekken en door onder de bevolking goud in te zamelen. Ook werd er fors geïnvesteerd in de groeiende IT-sector. In 2002 werd ook het Wereldkampioenschap Voetbal samen met Japan georganiseerd. Zuid-Korea haalde onder leiding van Guus Hiddink de halve finale. Dit leidde tot een voor Koreanen nieuw fenomeen, namelijk de miljoenen fans die op publieke plaatsen bij elkaar kwamen en juichten.
Dae-Jung zette verder in op een verbetering van de relatie met Noord-Korea. Er vonden gesprekken plaats met de Noord-Koreaanse leider Kim Jong-il en verschillende families die na de Koreaanse oorlog uit elkaar waren gevallen, werden weer herenigd. Kim Dae-jung kreeg in 2000 daarom de Nobelprijs voor de Vrede. Noord-Korea werkte echter niet verder mee en na de aanslagen van 11 september veranderde de houding van de Verenigde Staten richting Noord-Korea, waardoor dat land verder in een isolement belandde. De regering van Dae-Jung verloor in het laatste jaar veel steun vanwege beschuldigingen van corruptie.

### 2003-2017
Roh Moo-hyun werd in december 2002 gekozen tot de nieuwe president. De financiële beurzen explodeerden in deze periode, maar tegelijkertijd bleef de jeugdwerkloosheid hoog. In maart 2004 werd Roh afgezet door het parlement vanwege overtreding van verkiezingswetten en corruptie. Het Hooggerechtshof deed deze afzetting in mei 2004 te niet en Roh keerde terug als president. Zijn partij verloor bij de parlementsverkiezingen in 2005 de meerderheid en daardoor kon zijn regering weinig meer uitvoeren. In april 2009 werd er een onderzoek ingesteld naar Roh en zijn familie. Deze ontkende alle aanklachten, maar pleegde op 23 mei 2009 toch zelfmoord door in een ravijn te springen.
Roh werd in februari 2008 opgevolgd door Lee Myung-bak. De banden met de Verenigde Staten werden opnieuw aangehaald. Een importverbod op Amerikaans rundvlees werd ingetrokken. Dat leidde tot massale protesten onder de bevolking uit angst voor de gekkekoeienziekte. Het land werd verder getroffen door de gevolgen van de kredietcrisis, maar de economie herstelde zich snel weer.
De relatie met Noord-Korea bereikte een dieptepunt nadat het noordelijk buurland in november 2010 het Zuid-Koreaanse eiland Yeonpyeong had beschoten. Bij die aanval verloren 2 Zuid-Koreanen het leven. In maart van dat jaar had Noord-Korea al voor grote ophef gezorgd door een Zuid-Koreaans korvet ROKS Cheonan (PCC-772) te torpederen. Daarbij verloren de 46 opvarenden het leven.
Zuid-Korea kreeg in 2013 met Park Geun-hye, de dochter van oud-dictator Park Chung-hee, de eerste vrouwelijke president. Het was echter geen succesvol presidentschap. In 2016 werd zij beschuldigd van corruptie en machtsmisbruik. Een vriendin zou haar vriendschap met Park hebben misbruikt om zo bedrijven (zoals Samsung en Hyundai) te dwingen om geld te storten in twee non-profitorganisaties van Choi. Parks populariteit daalde tot 5 procent. Het parlement nam met grote meerderheid een motie aan waardoor zij gedwongen werd af te treden. Zij stapte echter pas op toen het Constitutioneel Hof in maart 2017 bevestigde dat de unaniem dat de parlementaire stemming legitiem was. 

### 2017-heden
Park werd opgevolgd door Moon Jae-in. Vanaf 2018 is er sprake van een nieuwe toenadering tussen Noord- en Zuid-Korea. Zo namen beide landen met een gezamenlijke delegatie deel aan Olympische Winterspelen die in februari 2018 in Pyeongchang werden gehouden. De Noord-Koreaanse leider Kim Jong-un schudde de Zuid-Koreaanse president Moon Jae-in in april 2018 de hand in de gedemilitariseerde zone langs de grens.
Een grote zorg voor de Zuid-Koreaanse regering is het lage geboortecijfer. In 2023 was dit met 0,78 kinderen per vrouw het laagste ter wereld. Vanaf 2020 daalt de bevolking van het land.
Op 3 december 2024 voerde president Yoon Suk-yeol de krijgswet in. Vreemd is dat het Zuid-Koreaanse parlement unaniem heeft gestemd tegen de krijgswet. Yoon Suk-yeol heeft gezegd dat hij het land zo wil beschermen tegen de dreiging vanuit Noord-Korea. De twee landen zijn officieel nog in oorlog, omdat er na de Koreaanse oorlog geen vredesverdrag is gesloten, maar alleen een staakt-het-vuren is gekomen. Na uren van onrust rond het Zuid-Koreaanse parlement trok de president de krijgswet weer in. Daags nadien bood Kim Yong-hyun, de minister van defensie, zijn ontslag aan na de onrust van 3 december. De oppositie startte de procedure op om president Yoon af te zetten.  Volgens de fractieleider van de oppositiepartij was de president niet meer in staat om het land te besturen. Over de motie werd gestemd op 7 december. Echter waren er 200 van de 300 zetels nodig om de wet in te voeren. 107 leden van de People's Power Party, al kwamen er 2 later terug de Nationale Vergadering in, hadden de stemming geboycot en liepen de plenaire zaal uit. Hierdoor werd het quorom niet gehaald en maakte voorzitter van de Nationale Vergadering Woo Won-Shik bekend dat de stemmen niet geteld zouden worden. Op 12 december werd opnieuw een motie ingediend om president Yoon af te zetten.  Op 14 december stemde 204 van 300 leden voor de afzetting van president Yoon.  Premier Han Duck-soo werd waarnemend president.  Echter, nadat Han Duck-Soo twee moties om een bijzondere raad te benoemen voor onderzoek naar president Yoon had gevetoed, maakte de oppositiepartijen bekend opnieuw een motie voor afzetting in te dienen. Woo Won-Shik maakte bekend dat, omdat het om een kabinetshoofd in plaats van een staatshoofd ging, er een meerderheid van 151 nodig in plaats van de presidentiele 200. Opnieuw besloten de PPP-leden de stemming te boycotten, echter lukte de motie met 192 leden voor.  Waarnemend president en premier werd vicepremier en minister van Financiën en Economie Choi Sang-Mok. 
Op 29 december 2024 crashte Jeju Air-vlucht 2216.  Van de 181 inzittenden, waarvan 175 passagiers en 6 bemaninngsleden, overleden er 179. Twee bemanningsleden overleefde de crash. 
Op 4 juni 2025 werd Lee Jae-myung beëdigd als de nieuwe president van Zuid-Korea na het winnen van een verrassende verkiezing met 49,4% van de stemmen als kandidaat van de Minju-partij.
Geschiedenis van:
Afghanistan · 
Armenië · 
Azerbeidzjan · 
Bahrein · 
Bangladesh · 
Bhutan · 
Brunei · 
Cambodja · 
China · 
Filipijnen · 
Georgië · 
India · 
Indonesië · 
Irak · 
Iran · 
Israël · 
Japan · 
Jemen · 
Jordanië · 
Joodse Autonome Oblast · 
Kazachstan · 
Kirgizië · 
Koeweit · 
Korea (Noord-Korea, Zuid-Korea) · 
Laos · 
Libanon · 
Malediven · 
Maleisië · 
Mongolië · 
Myanmar · 
Nepal · 
Oezbekistan · 
Oman · 
Oost-Timor · 
Pakistan · 
Palestina · 
Qatar · 
Rusland ·  
Saoedi-Arabië · 
Siberië · 
Singapore · 
Sri Lanka · 
Syrië · 
Tadzjikistan · 
Taiwan · 
Thailand · 
Tibet · 
Toeva · 
Turkije · 
Turkmenistan · 
Verenigde Arabische Emiraten · 
Vietnam · 
Xinjiang
Midden-Oosten · Centraal-Azië · Zuid-Azië